# Kubuntu
Kubuntu este un derivat oficial al Ubuntu ce folosește KDE Plasma Desktop în locul GNOME. Kubuntu face parte din proiectul Ubuntu și folosește același sistem ca și Ubuntu. Kubuntu și Ubuntu sunt compatibile, iar pe același sistem se pot instala pachetele ubuntu-desktop și kubuntu-desktop.

## Nume
Numele este derivat din Ubuntu, cu un K adăugat pentru KDE. 
Desktopul Plasma din Kubuntu este complet personalizabil, mult mai mult decât un desktop GNOME sau Unity fără instrumente suplimentare. Inițial conceput pentru a facilita tranziția pentru utilizatorii din alte sisteme de operare (cum ar fi Microsoft Windows), permițându-o dispunere similară desktop, KDE Desktop Plasma încorporează modularitate widget-centrică, care permit utilizatorului să includă funcții similară cu toate celelalte sisteme de operare și, de asemenea, să creze noi funcționalitati ce nu au fost găsite în alte sisteme de operare desktop. Efectele Desktopului sunt integrate în standardul KDE.

## Versiuni
| Versiune  | Nume de cod       | Data lansării     | Suportat până la |
| --------- | ----------------- | ----------------- | ---------------- |
| 5.04      | Hoary Hedgehog    | 8 aprilie 2005    | octombrie 2006   |
| 5.10      | Breezy Badger     | 13 octombrie 2005 | aprilie 2007     |
| 6.06 LTS  | Dapper Drake      | 1 iunie 2006      | iunie 2009       |
| 6.10      | Edgy Eft          | 26 octombrie 2006 | aprilie 2008     |
| 7.04      | Feisty Fawn       | 19 aprilie 2007   | octombrie 2008   |
| 7.10      | Gutsy Gibbon      | 18 octombrie 2007 | aprilie 2009     |
| 8.04      | Hardy Heron       | 24 aprilie 2008   | octombrie 2009   |
| 8.10      | Intrepid Ibex     | 30 octombrie 2008 | aprilie 2010     |
| 9.04      | Jaunty Jackalope  | 23 aprilie 2009   | octombrie 2010   |
| 9.10      | Karmic Koala      | 29 octombrie 2009 | aprilie 2011     |
| 10.04 LTS | Lucid Lynx        | 29 aprilie 2010   | mai 2013         |
| 10.10     | Maverick Meerkat  | 10 octombrie 2010 | aprilie 2012     |
| 11.04     | Natty Narwhal     | 28 aprilie 2011   | octombrie 2012   |
| 11.10     | Oneiric Ocelot    | 13 octombrie 2011 | mai 2013         |
| 12.04 LTS | Precise Pangolin  | 25 aprilie 2012   | aprilie 2017     |
| 12.10     | Quantal Quetzal   | 18 octombrie 2012 | aprilie 2014     |
| 13.04     | Raring Ringtail   | 25 aprilie 2013   | ianuarie 2014    |
| 13.10     | Saucy Salamander  | 17 octombrie 2013 | iunie 2014       |
| 14.04 LTS | Trusty Tahr       | 17 aprilie 2014   | aprilie 2019     |
| 14.10     | Utopic Unicorn    | 23 octombrie 2014 | iunie 2015       |
| 15.04     | Vivid Vervet      | 23 aprilie 2015   | decembrie 2015   |
| 15.10     | Wily Werewolf     | 22 octombrie 2015 | iulie 2016       |
| 16.04 LTS | Xenial Xerus      | 21 aprilie 2016   | aprilie 2019     |
| 16.10     | Yakkety Yak       | 13 octombrie 2016 | iulie 2017       |
| 17.04     | Zesty Zapus       | 13 aprilie 2017   | ianuarie 2018    |
| 17.10     | Artful Aardvark   | 19 octombrie 2017 | iulie 2018       |
| 18.04 LTS | Bionic Beaver     | 26 aprilie 2018   | aprilie 2021     |
| 18.10     | Cosmic Cuttlefish | 18 octombrie 2018 | iulie 2019       |
| 19.04     | Disco Dingo       | 18 aprilie 2019   | ianuarie 2020    |
| 19.10     | Eoan Ermine       | 17 octombrie 2019 | iulie 2020       |
| 20.04 LTS | Focal Fossa       | 23 aprilie 2020   | aprilie 2023     |
| 20.10     | Groovy Gorilla    | 22 octombrie 2020 | iulie 2021       |
| 21.04     | Hirsute Hippo     | 22 aprilie 2021   | ianuarie 2022    |
| 21.10     | Impish Indri      | 14 octombrie 2021 | iulie 2022       |
| 22.04 LTS | Jammy Jellyfish   | 21 aprilie 2022   | aprilie 2025     |
| 22.10     | Kinetic Kudu      | 20 octombrie 2022 | iulie 2023       |

| Legendă:                      | Legendă:               | Legendă:          | Legendă:                              | Legendă:             |
| ----------------------------- | ---------------------- | ----------------- | ------------------------------------- | -------------------- |
| nu se mai oferă suport tehnic | se oferă suport tehnic | versiunea curentă | versiune în dezvoltare (alpha & beta) | versiune planificată |

## Galerie

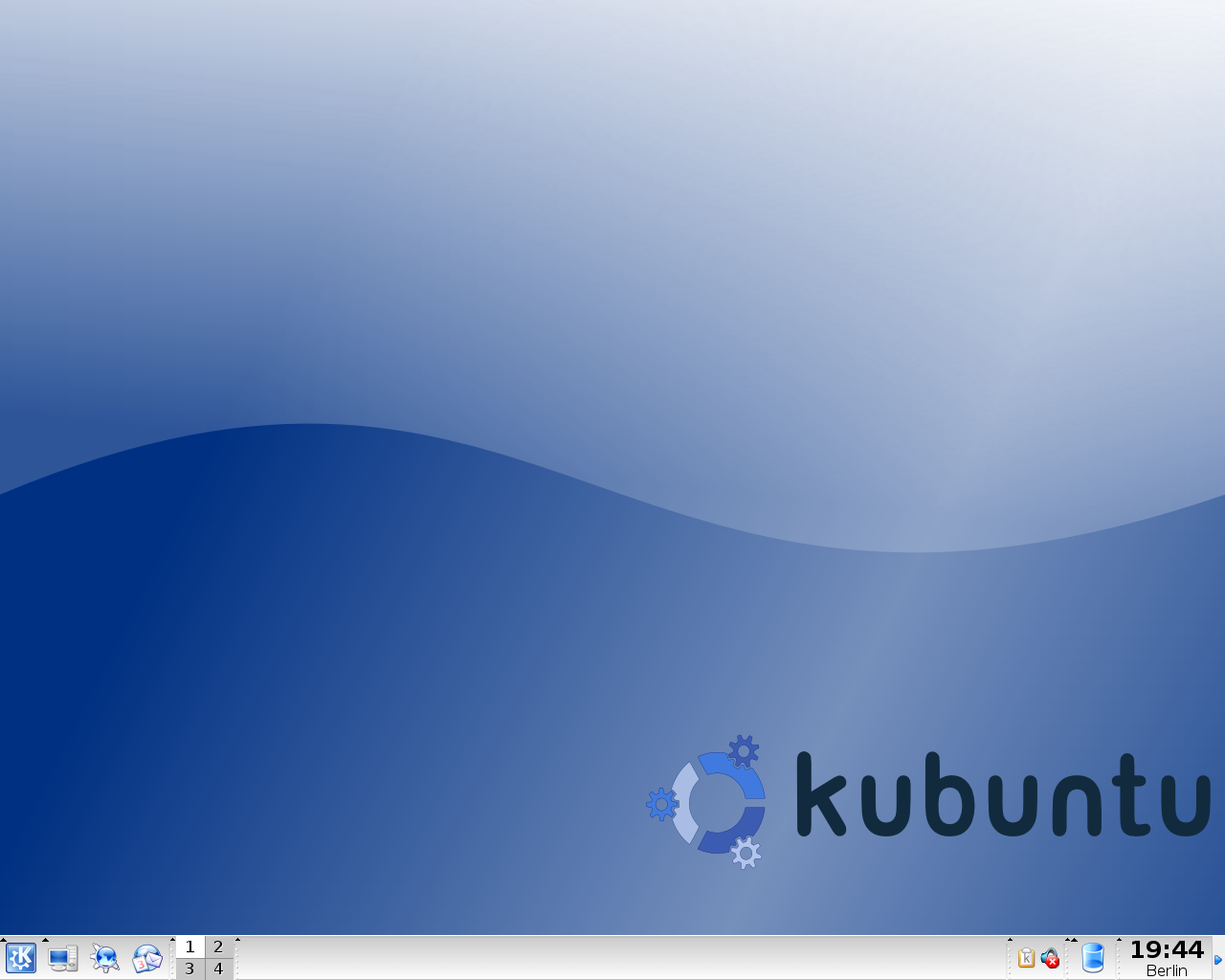
Kubuntu 5.04
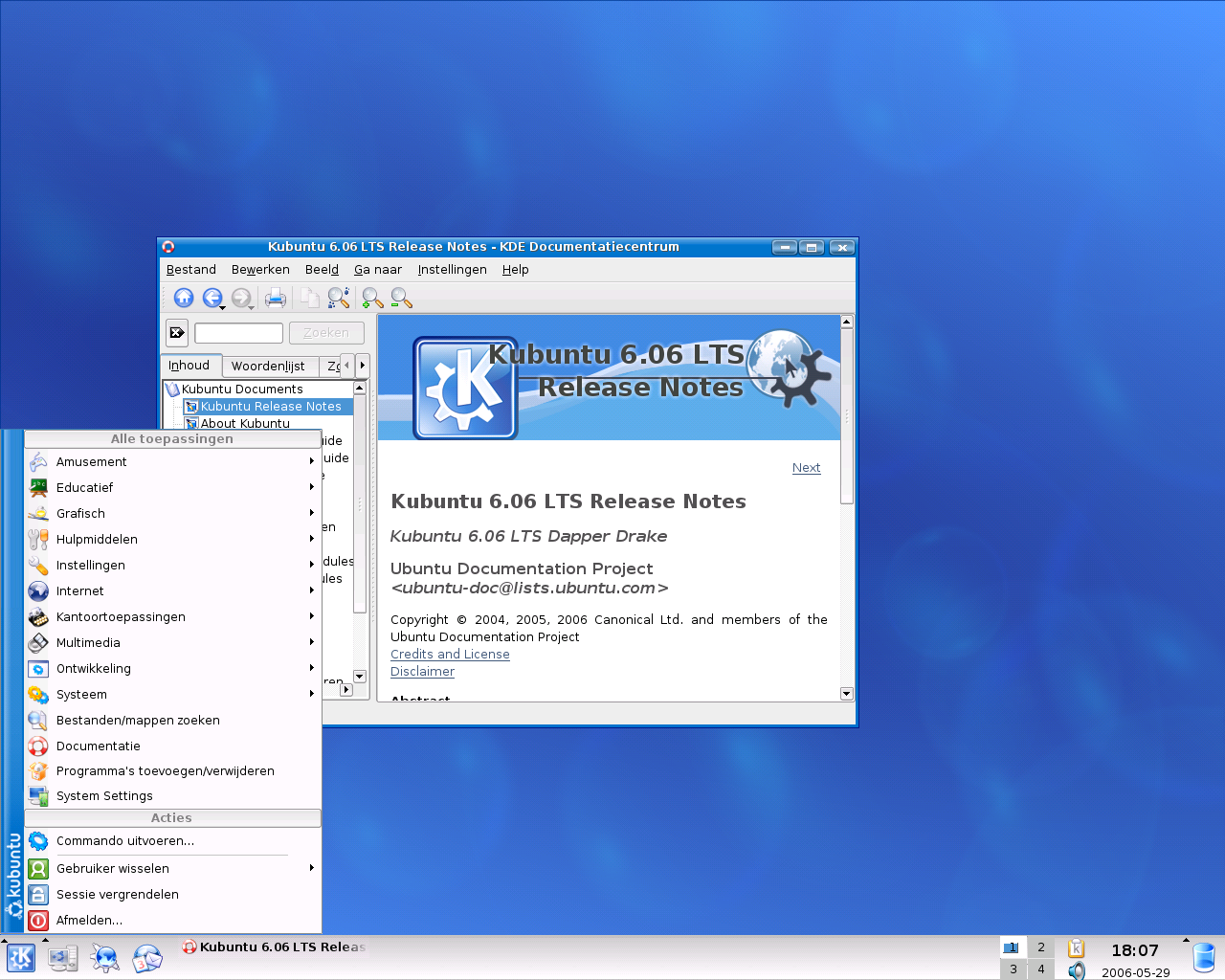
Kubuntu 6.06 LTS
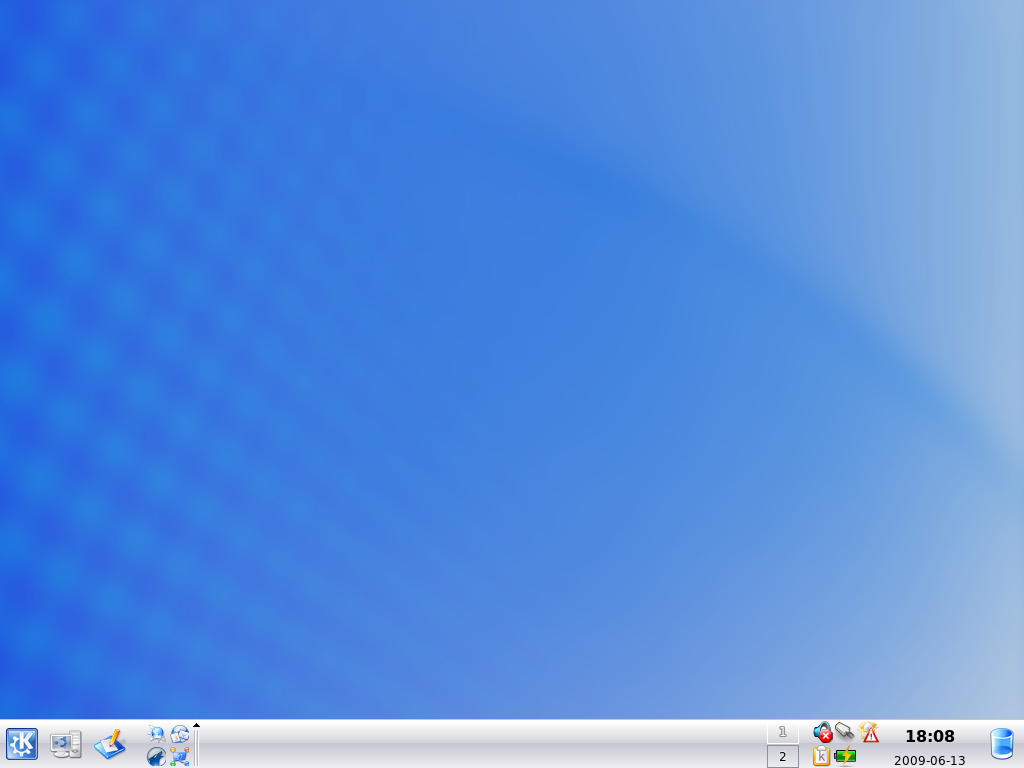
Kubuntu 8.04
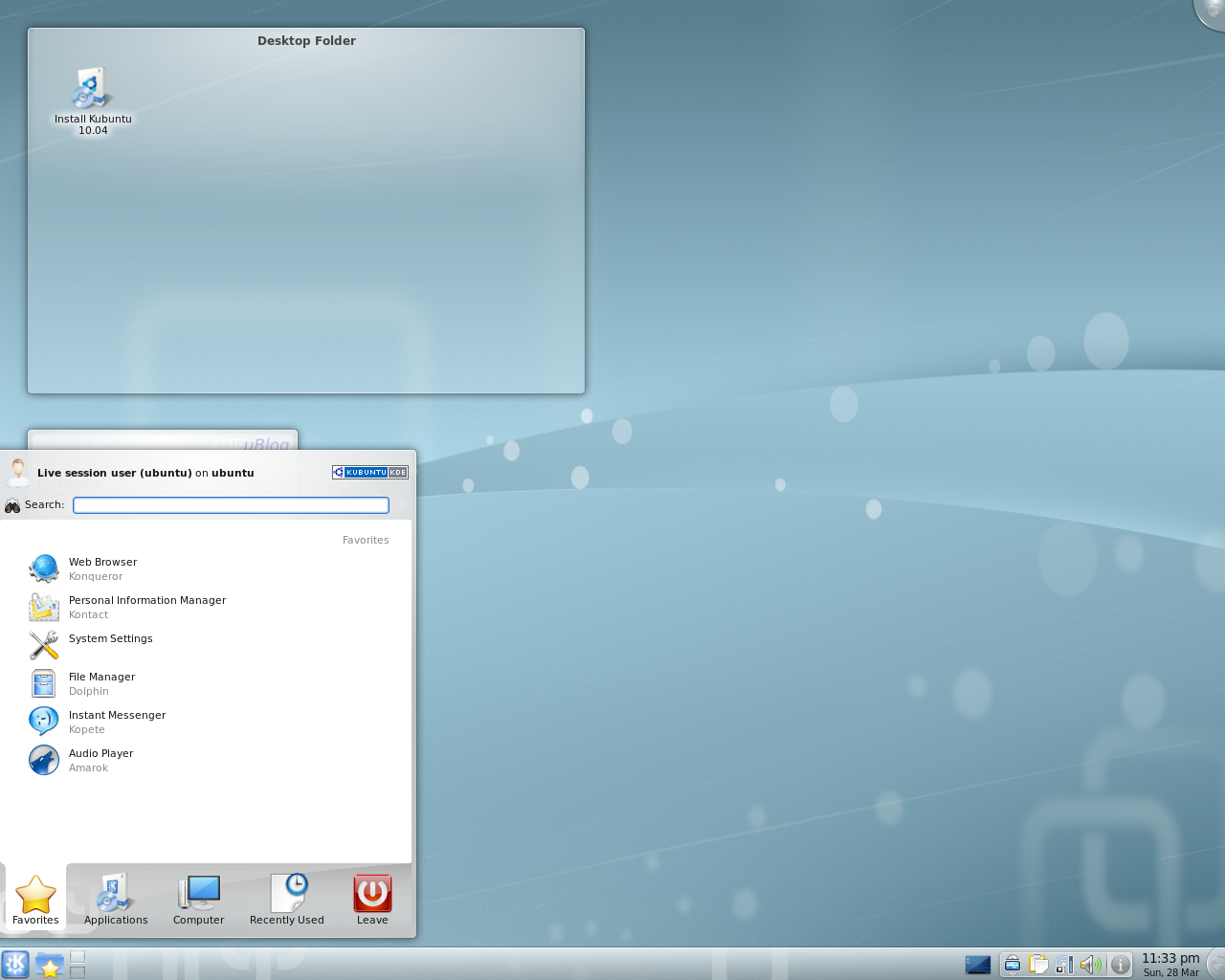
Kubuntu 10.04 LTS
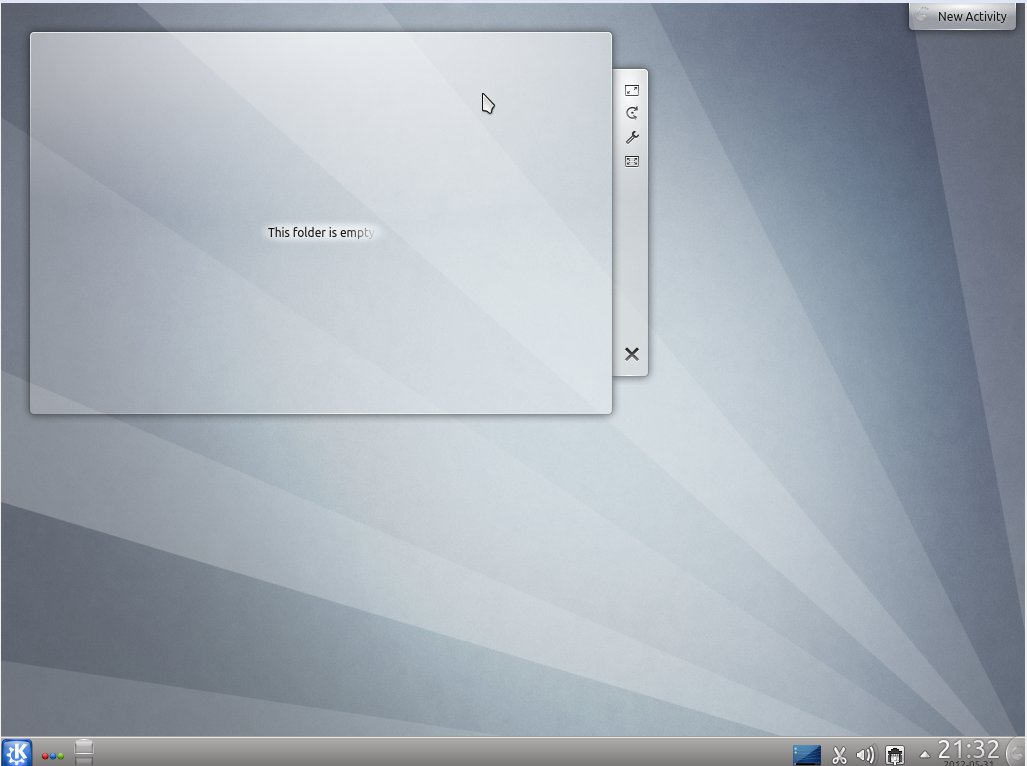
Kubuntu 12.04 LTS
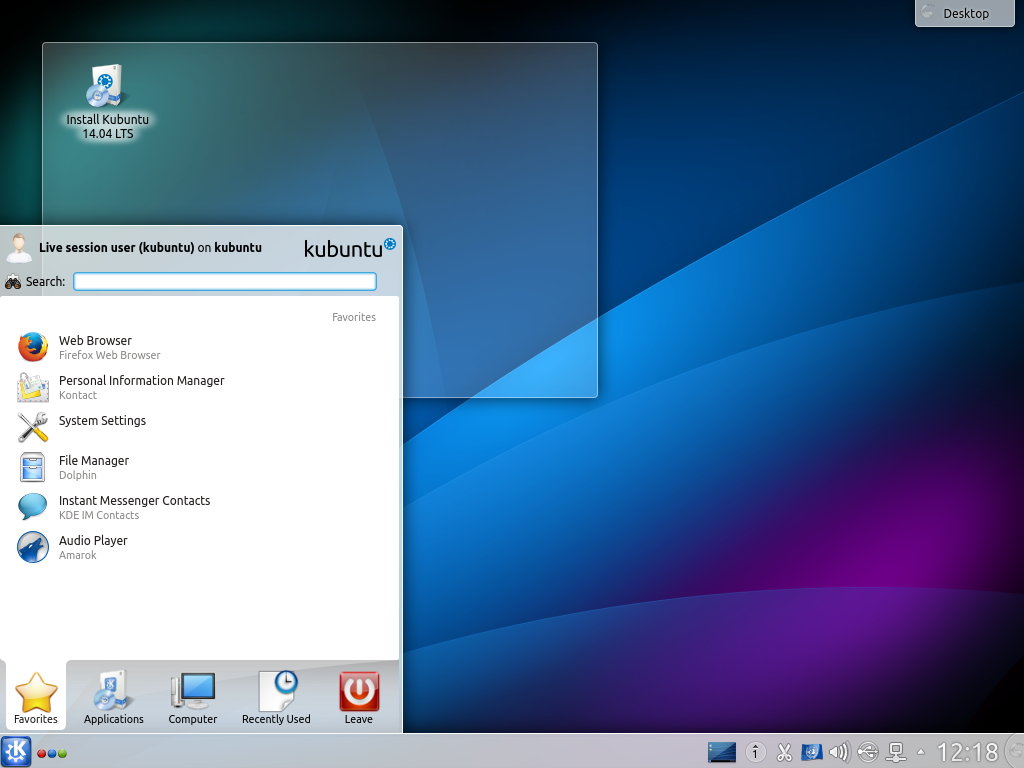
Kubuntu 14.04 LTS
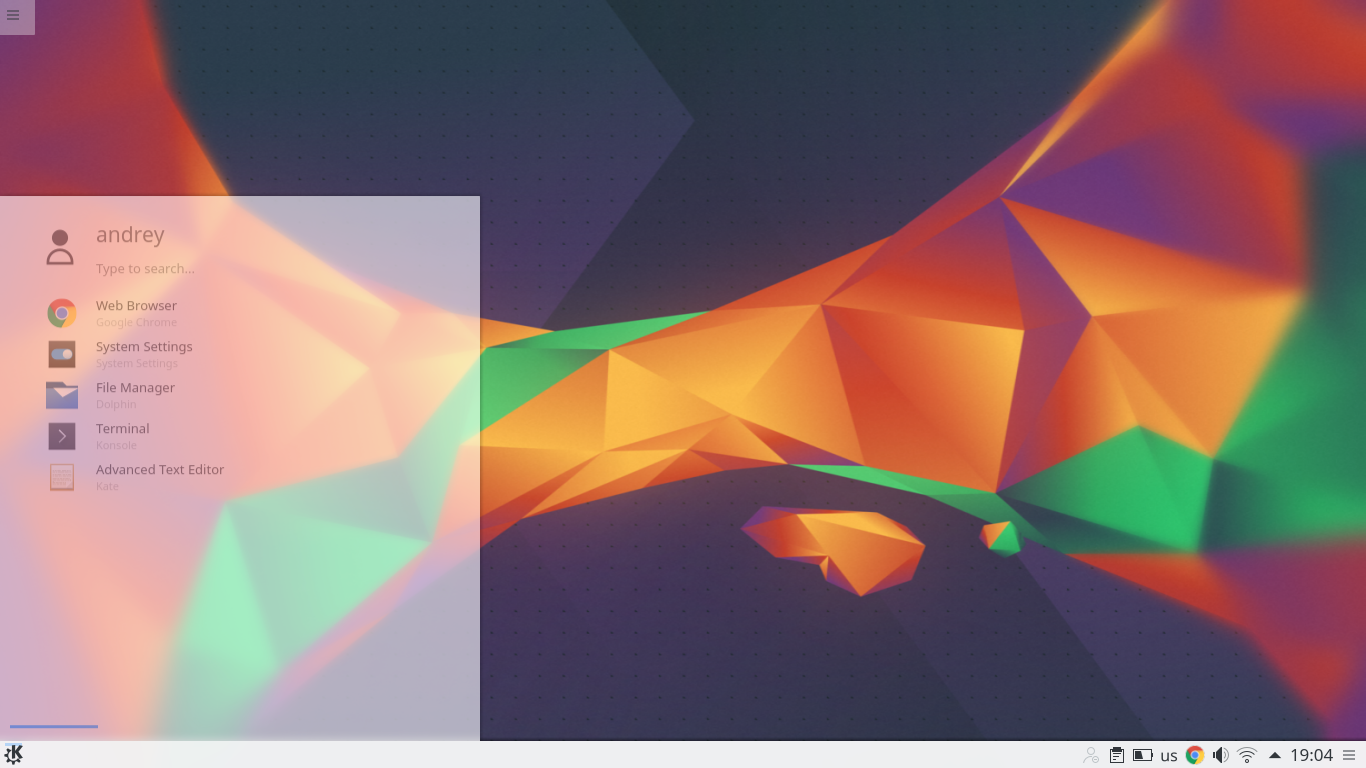
Kubuntu 16.04 LTS
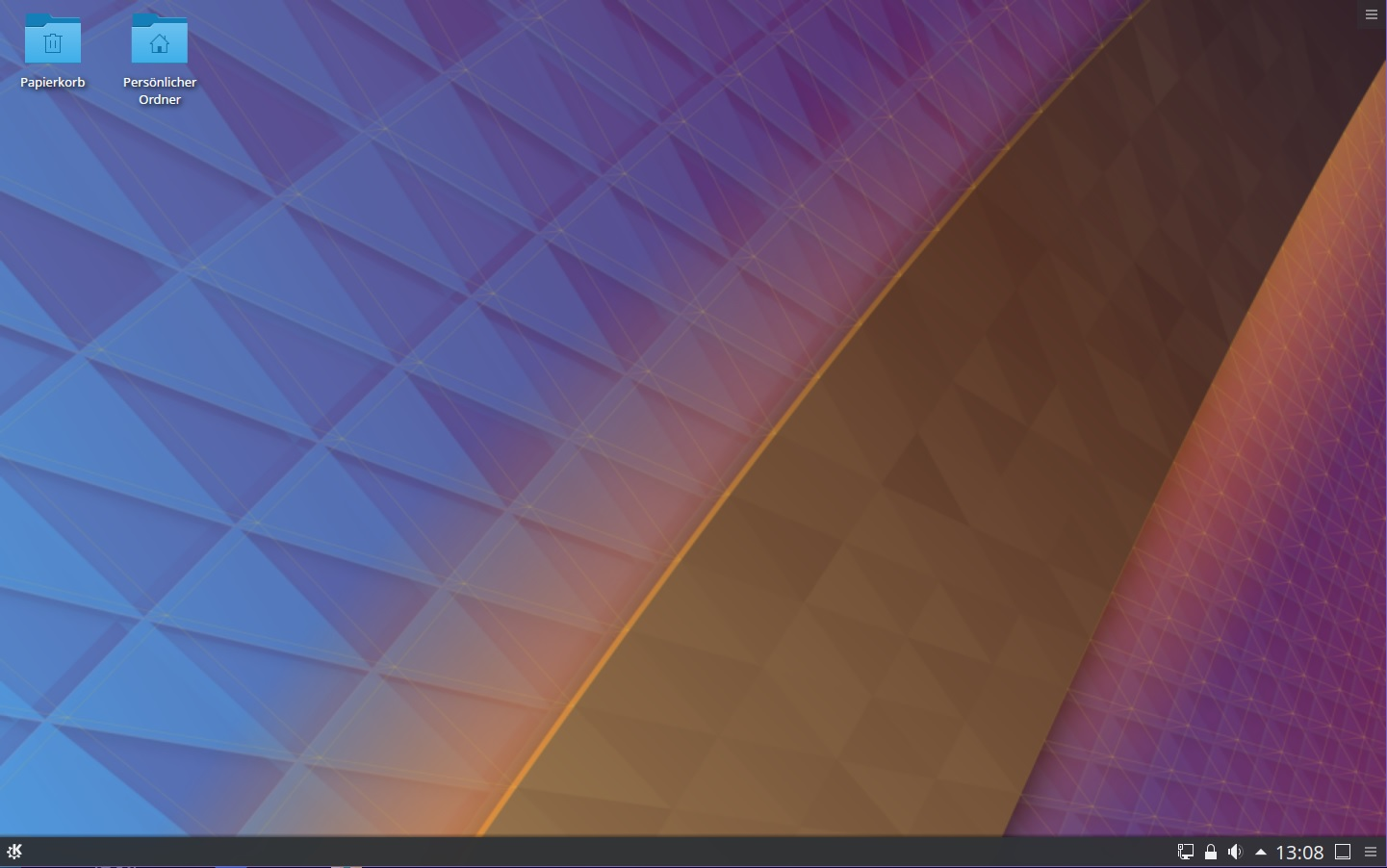
Kubuntu 18.04 LTS
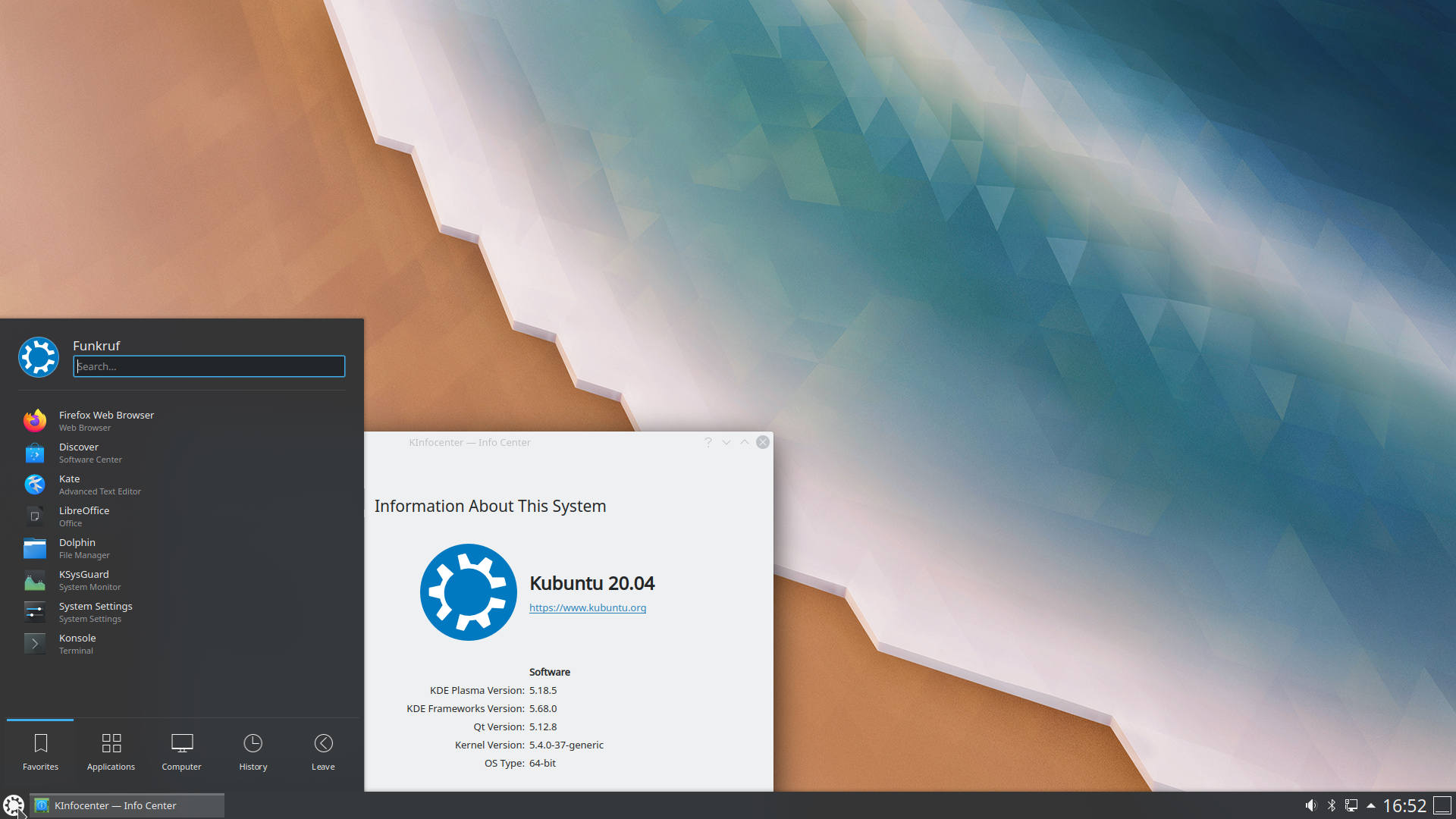
Kubuntu 20.04 LTS
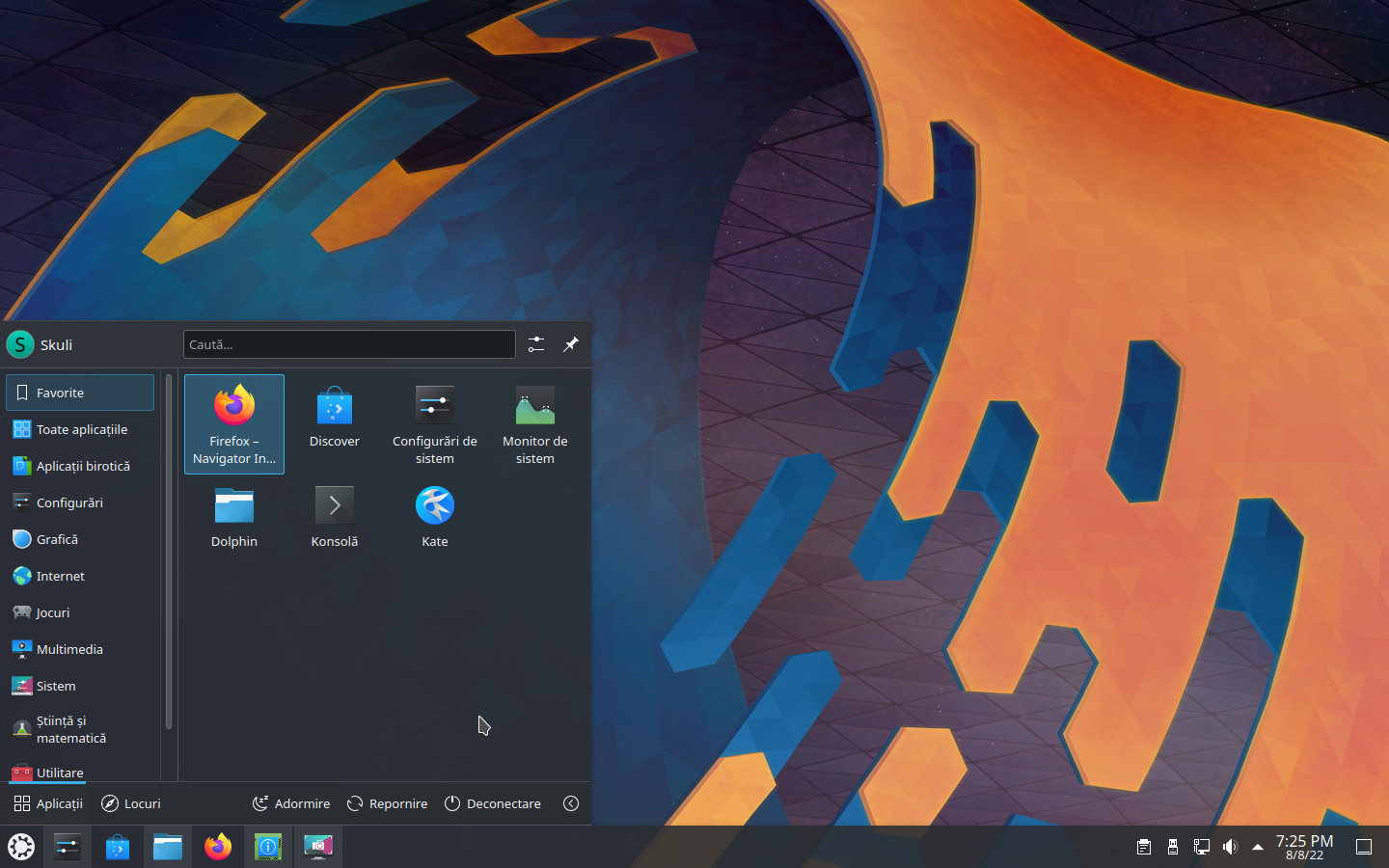
Kubuntu 22.04 LTS (ro)
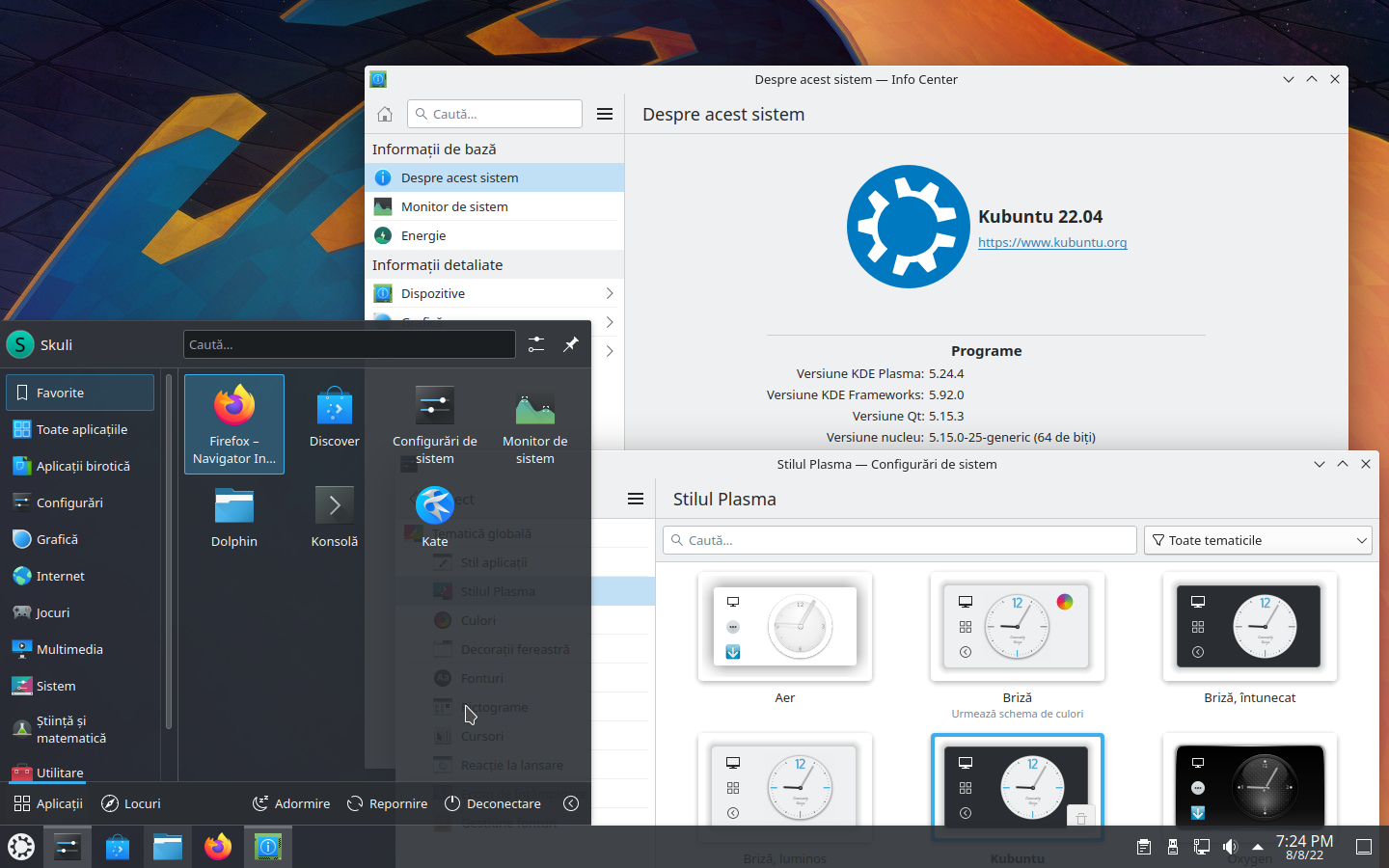
Kubuntu 22.04 LTS (ro)